# Rakulik
Rakulik – wieś w Słowenii, w gminie Postojna. W 2018 roku liczyła 21 mieszkańców.